# Milan Nedić

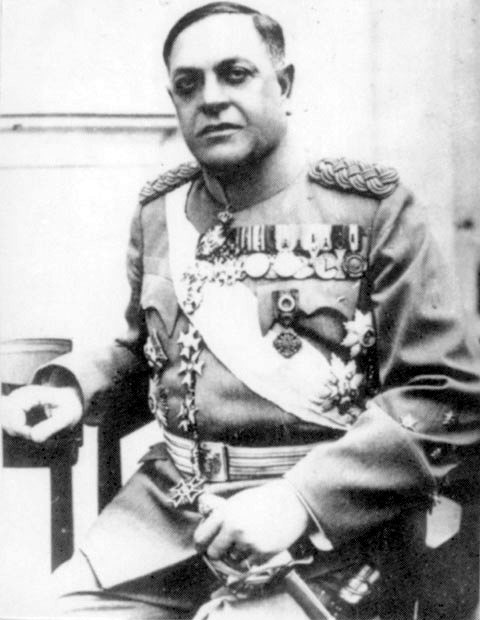
Milan Nedić (1939)

Milan Nedić (Servisch: Милан Недић) (Grocka, Servië, 2 september 1878 - Belgrado, 4 februari 1946) was een Servisch militair, politicus en collaborateur.
Nedić vocht als soldaat in de Eerste Wereldoorlog en werd in 1915 kolonel in het Servische leger.
Op 26 augustus 1939 werd Nedić benoemd tot minister van Defensie van het Koninkrijk Joegoslavië. Tegen een mogelijke Joegoslavische deelname aan de oorlog tegen de Duitsers, onder leiding van Adolf Hitler, stond hij zeer afwijzend, hoewel de belangrijkste bondgenoot Frankrijk verslagen en bezet was.  Nedić stelde dat Joegoslavië te weinig soldaten en wapens had om een treffen met Duitsland of Italië te overleven. Ook was hij van oordeel dat Joegoslavië moest samenwerken met de asmogendheden, zelfs als dat ten koste zou gaan van territoriale concessies. Dit bracht hem in conflict met de generale staf, die niet zonder slag of stoot wilde toegeven en in nood bereid was naar Griekenland of Noord-Afrika uit te wijken. Uiteindelijk werd hij op 6 november 1940 ontslagen door prins en regent Paul van Joegoslavië.
Op 28 april 1941 werd Nedić door de Joegoslavische regering verantwoordelijk gesteld voor de ondergang van de Joegoslavische verdediging tijdens de invasie van de asmogendheden in Macedonië.
De in juli 1941 aangestelde Wehrmacht-commandant Heinrich Danckelmann vertrouwde het bestuur van het bezette Servië toe aan Nedić. Dimitrije Ljotić, de leider van Zbor, de belangrijkste fascistische partij van Joegoslavië, had zichzelf weliswaar aangeboden maar, mede op voorspraak van de Servische marionettenregering, besloot Danckelmann om Nedić te benoemen, omdat deze een zeker aanzien bij de bevolking genoot. Nedić weigerde aanvankekijk, maar nam uiteindelijk op 29 augustus 1941 het premierschap van de Regering van nationale redding op zich. Voor de pacificatie van Servië stelde de regering na onderhandelingen met de Duitsers met terughoudendheid 50.000 man ter beschikking tegen communistische partizanen en Četniks. Op 4 oktober 1944 trad de regering van Milan Nedić af en twee dagen later ontsnapte hij uit Belgrado naar het Oostenrijkse Kitzbühel met veel van zijn ministers. Na de Tweede Wereldoorlog werd Nedić op 1 januari 1946 door de Britse strijdkrachten overgedragen aan het Joegoslavische leger. Hij werd opgesloten in Belgrado, waar hij op 4 februari 1946 zelfmoord pleegde, waarschijnlijk omdat men zijn proces in Neurenberg aan het voorbereiden was.
- Bibliothèque nationale de France: cb177579952 (data)
- Gemeinsame Normdatei: 119366703
- International Standard Name Identifier: 0000 0000 2831 9241
- Library of Congress Control Number: n85229308
- Nationale Bibliotheek van Tsjechië: jx20120919001
- Nationale Bibliotheek van Israël: 987009912243905171
- Nationale en Universitaire bibliotheek Zagreb: 000009046
- Réseau des bibliothèques de Suisse occidentale: 02-A013137433
- Système universitaire de documentation: 133754154
- Virtual International Authority File: 18030138
- WorldCat: E39PBJhtbpFMHhHvqKdGDGfKBP